# Acrossocheilus longipinnis
Acrossocheilus longipinnis es una especie de peces de la familia de los
Cyprinidae en el orden de los Cypriniformes.

## Morfología
Los machos pueden llegar alcanzar los 10 cm de longitud total.

## Reproducción
Es ovíparo.

## Hábitat
Es un pez de agua dulce.

## Distribución geográfica
Se encuentran en Asia.

## Observaciones
Es inofensivo para los humanos.